# Iran na Zimowej Uniwersjadzie 2013
Iran na Zimowej Uniwersjadzie 2013 reprezentowany był przez 3 sportowców.

## Reprezentanci

### Narciarstwo alpejskie
- Behnam Kija Szemszaki
- Hamed Kija Szemszaki
- Sorousz Szemszaki

| Konkurencja   | Zawodnik              | Zjazd 1. | Zjazd 1. | Zjazd 2. | Zjazd 2. | Suma    | Miejsce |
| Konkurencja   | Zawodnik              | Czas     | Miejsce  | Czas     | Miejsce  | Suma    | Miejsce |
| ------------- | --------------------- | -------- | -------- | -------- | -------- | ------- | ------- |
| Supergigant   | Behnam Kija Szemszaki | DNS      | DNS      | —        | —        | DNS     | –       |
| Supergigant   | Hamed Kija Szemszaki  | DNS      | DNS      | —        | —        | DNS     | –       |
| Supergigant   | Sorousz Szemszaki     | DNS      | DNS      | —        | —        | DNS     | –       |
| Slalom gigant | Behnam Kija Szemszaki | 1:06,47  | 75.      | 1:04,30  | 65.      | 2:10,77 | 64.     |
| Slalom gigant | Hamed Kija Szemszaki  | 1:07,92  | 76.      | 1:03,30  | 64.      | 2:11,22 | 65.     |
| Slalom gigant | Sorousz Szemszaki     | 1:10,63  | 78.      | 1:06,13  | 66.      | 2:16,76 | 66.     |
| Slalom        | Behnam Kija Szemszaki | 57,20    | 47.      | DNF      | DNF      | DNF     | –       |
| Slalom        | Hamed Kija Szemszaki  | 1:04,46  | 48.      | 1:12,18  | 44.      | 2:16,64 | 44.     |
| Slalom        | Sorousz Szemszaki     | DNF      | DNF      | NQ       | NQ       | DNF     | –       |